# ولاية زاكاتيكاس
ولاية زاكاتيكاس هي إحدى ولايات المكسيك ال31 . تحدها من الشمال ولاية كواهويلا و من الشمال الغربي دورانجو من الغرب نوفوليون و من الشرق سان لويس بوتوسي و من الجنوب خاليسكو وأغواسكاليينتس. مدينة زاكاتيكاس هي عاصمة الولاية تضم و لاية زاكاتيسكاس 58 بلدية و أنشطتها الاقتصادية الأساسية هي التعدين والزراعة والسياحة. الولاية تعرف فائضا مالي (وغيرها من المعادن)، وهندستها المعمارية الاستعمارية وأهميتها خلال الثورة المكسيكية.

## معرض صور

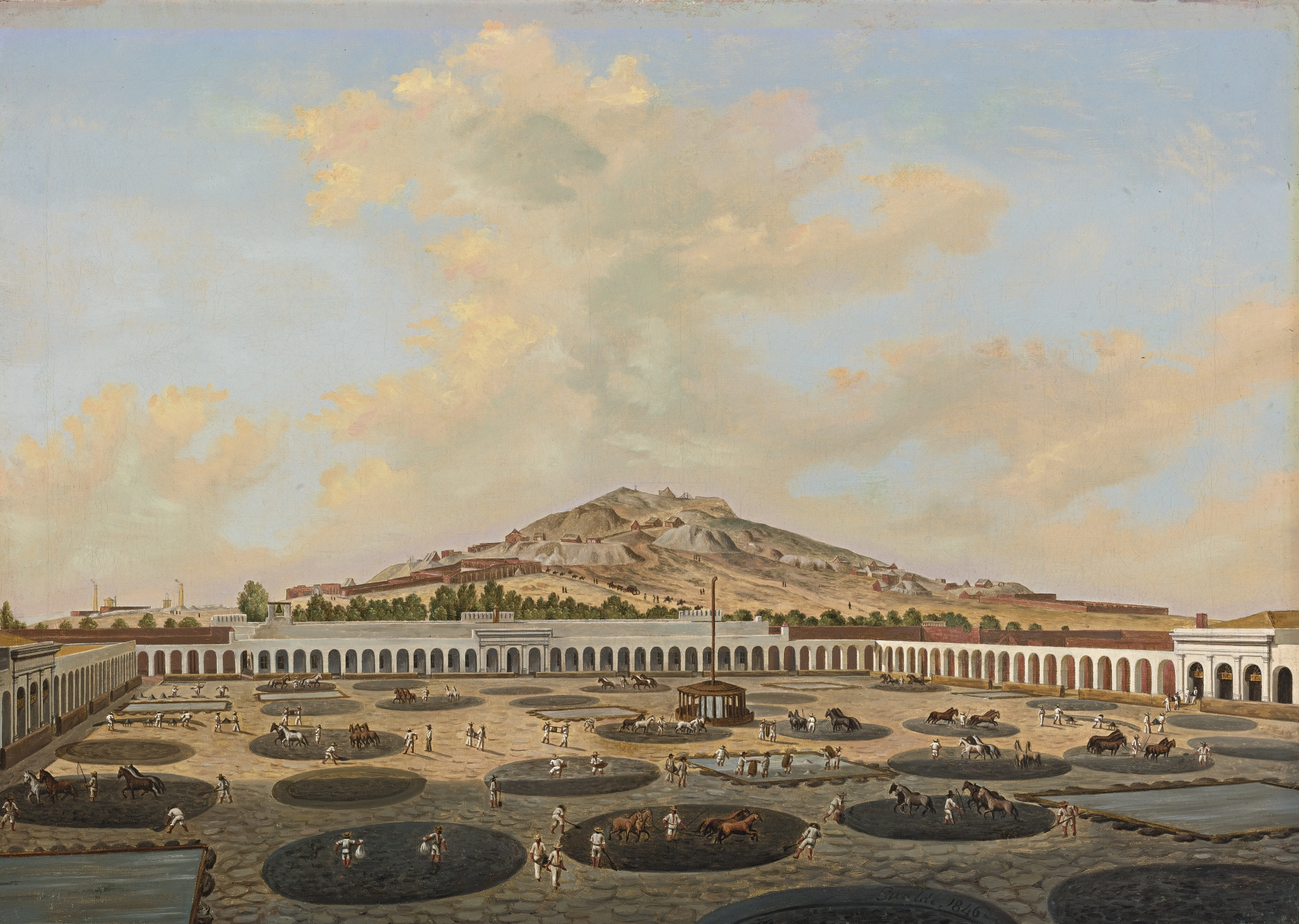
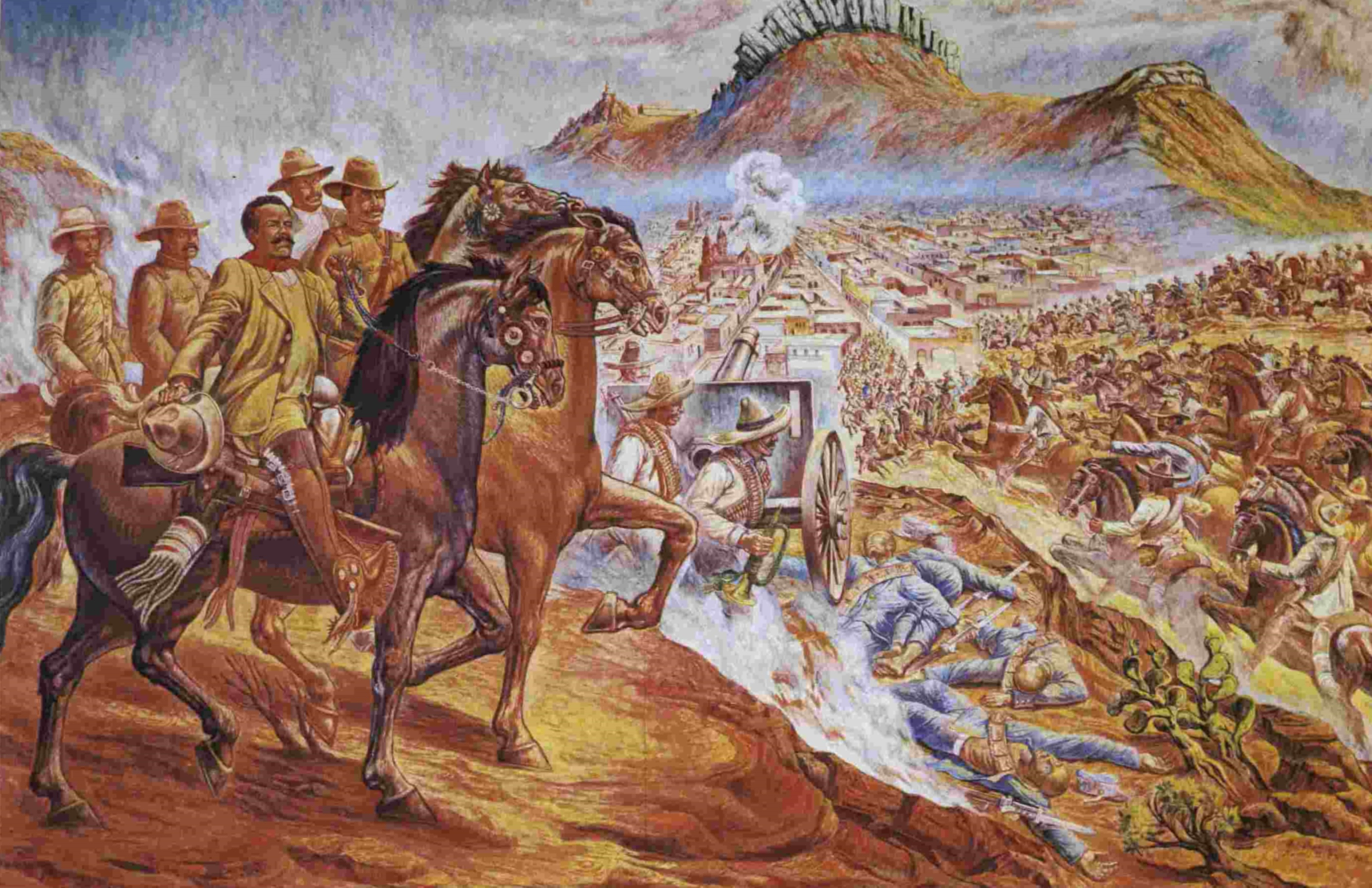
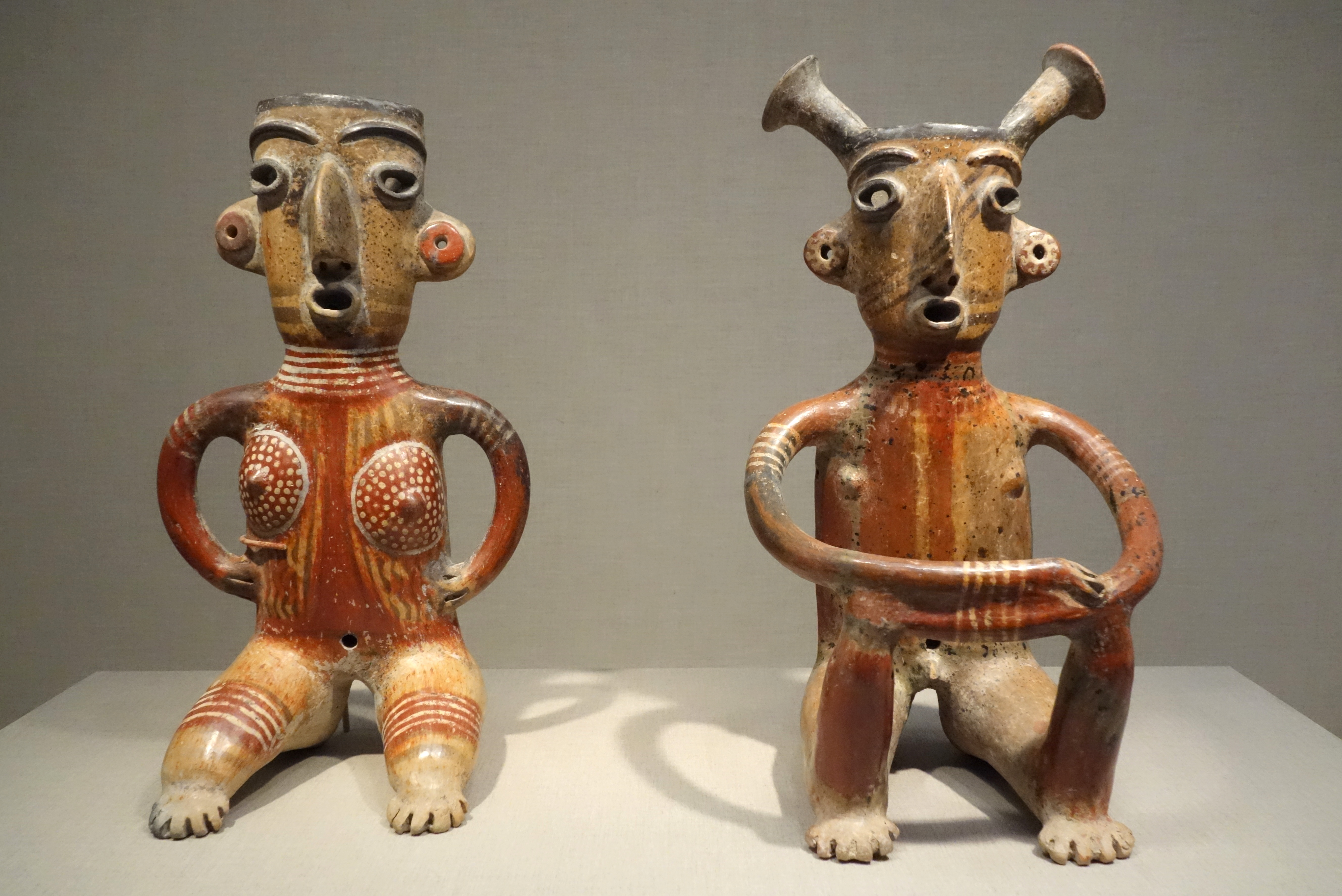
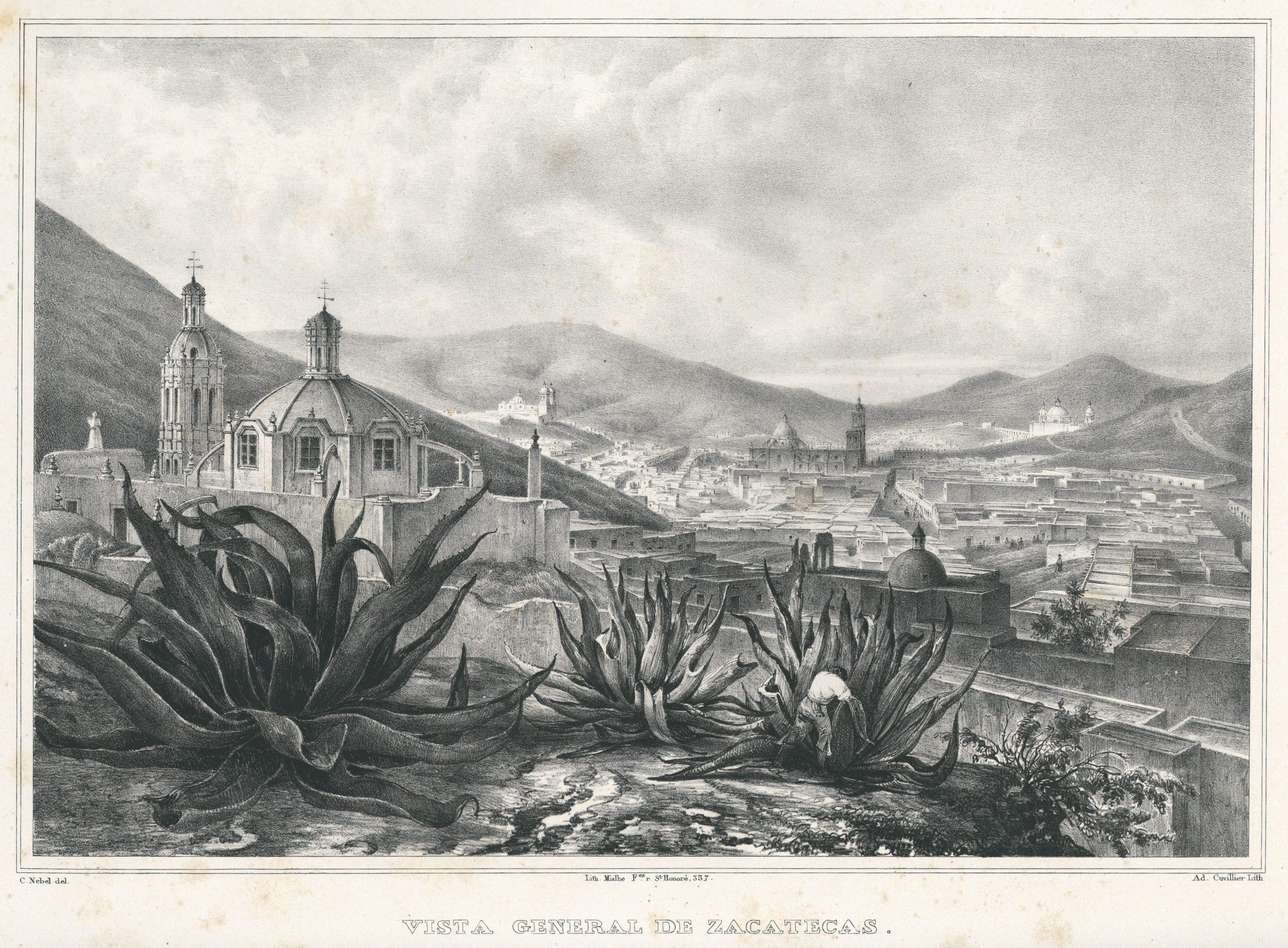